# Eclipse (Automobilhersteller)
Eclipse war ein belgischer Hersteller von Automobilen.

## Unternehmensgeschichte
Das Unternehmen hatte seinen Sitz in Ligny nahe Charleroi. 1922 begann die Produktion von Automobilen. Der Markenname lautete Eclipse. 1923 endete die Produktion.

## Fahrzeuge
Das einzige Modell 8/10 CV war ein Kleinwagen, der aus zugekauften Teilen von zumeist französischen Herstellern entstand. Der Fahrzeugrahmen stammte von S.U.P. Für den Antrieb sorgte ein Vierzylindermotor. Der Verkaufspreis betrug 17.000 Belgische Franken.